# Gesees

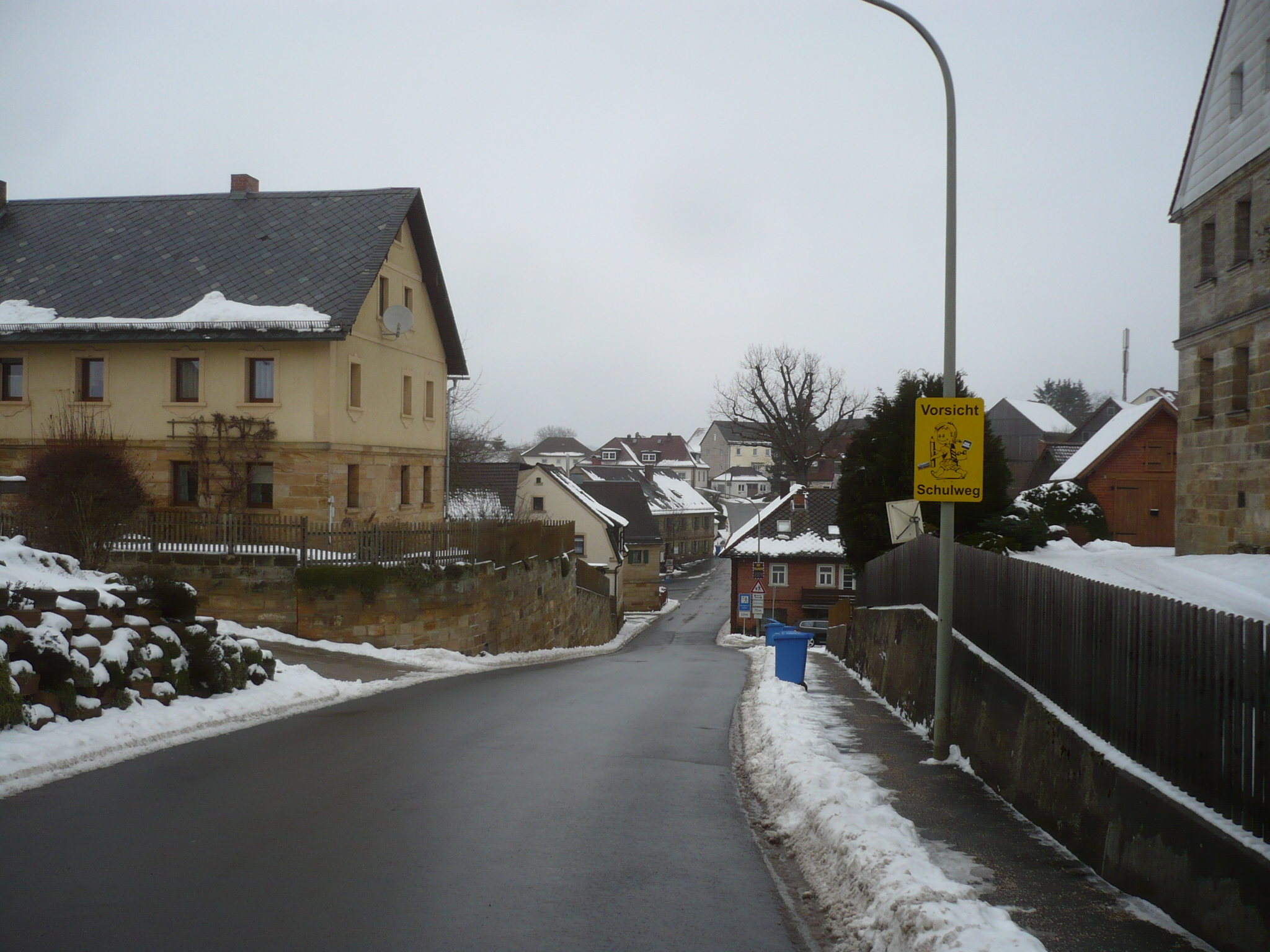
Pottensteiner Straße in Gesees

Gesees ist eine Gemeinde im oberfränkischen Landkreis Bayreuth in Bayern.

## Geografie

### Geografische Lage
Das Kirchdorf Gesees liegt etwa fünf Kilometer südlich von Bayreuth in landschaftlich reizvoller Umgebung am nördlichen Rand der Fränkischen Schweiz am Fuße des Sophienbergs (592 m ü. NHN).

### Nachbargemeinden
Nachbargemeinden sind (von Norden beginnend im Uhrzeigersinn): Bayreuth, Haag, Hummeltal und Mistelbach.

### Gemeindegliederung
Es gibt 7 Gemeindeteile (in Klammern ist der Siedlungstyp angegeben):
- Eichenreuth (Weiler)
- Forkendorf (Dorf)
- Forstmühle (Weiler)
- Gesees (Pfarrdorf)
- Hohenfichten (Weiler)
- Spänfleck (Dorf)
- Thalmühle (Einöde)

Der ehemalige Weiler Röth ist im Gemeindeteil Gesees aufgegangen. Die Einöde Steinpötzig ist zur Wüstung geworden.
Es gibt auf dem Gemeindegebiet die Gemarkungen Forkendorf, Gesees und Lindenhardter Forst-Nordwest (Gemarkungsteil 4). Die Gemarkung Gesees hat eine Fläche von 6,061 km². Sie ist in 1665 Flurstücke aufgeteilt, die eine durchschnittliche Flurstücksfläche von 3640,32 m² haben. In ihr liegen neben dem namensgebenden Ort die Gemeindeteile Eichenreuth, Hohenfichten, Spänfleck und Thalmühle.

## Geschichte

Gesees um 1840

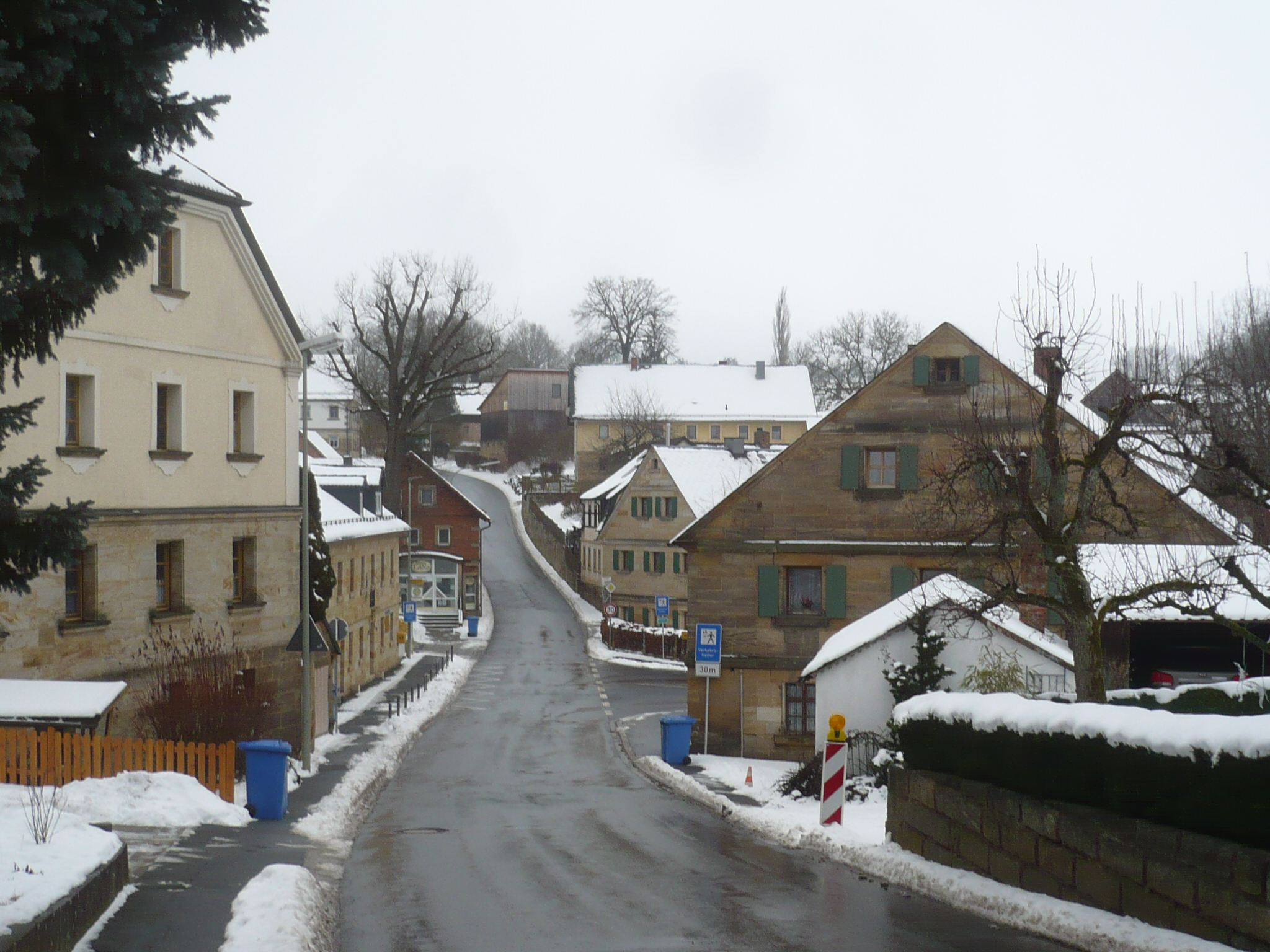
Sandstein- und Lehmziegelhäuser in der Ortsmitte

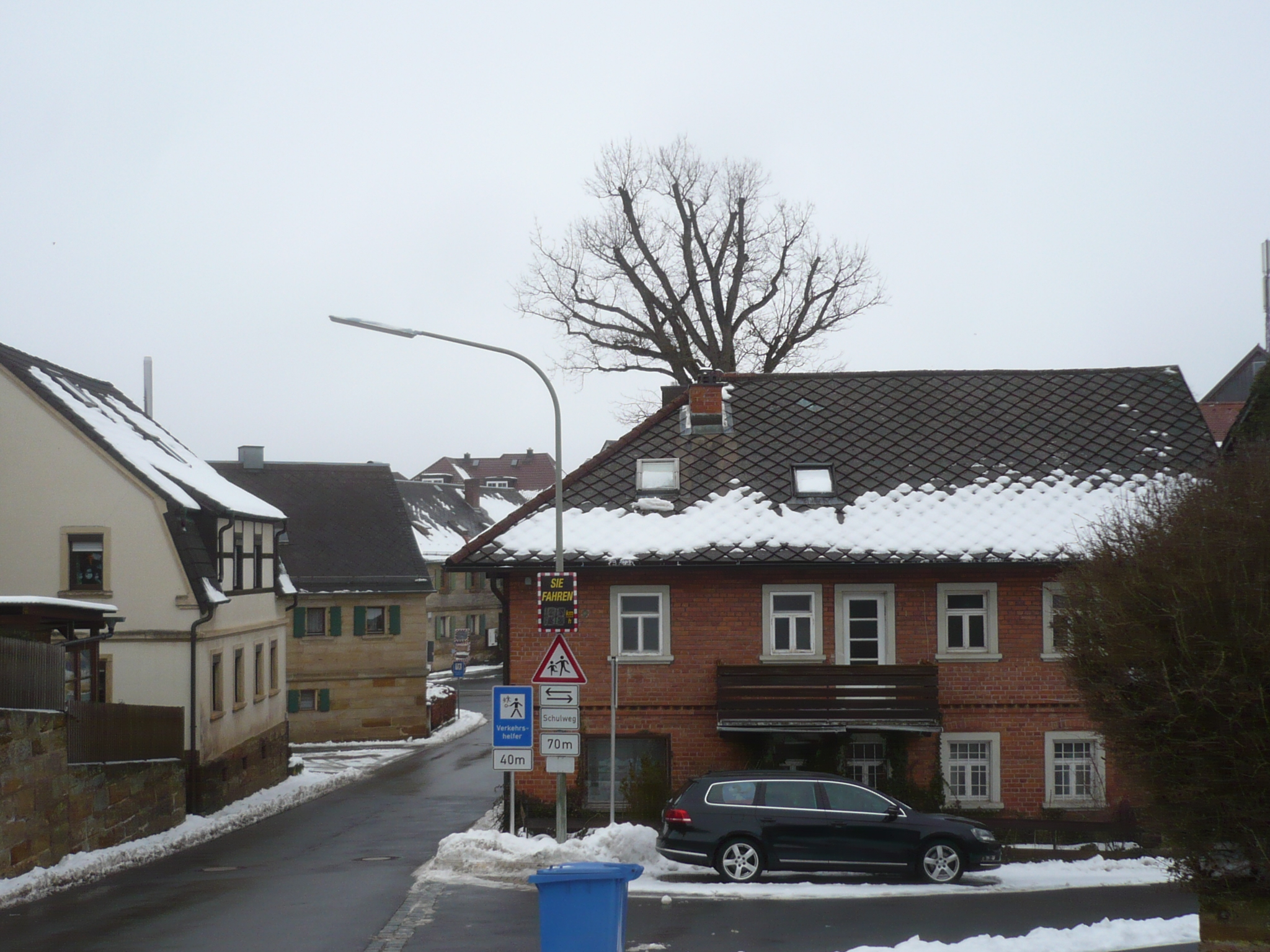
Ortsmitte von Süden mit dem abrissgefährdeten Backsteinhaus

Der Ort wurde 1321 als „zem Gesezze“ erstmals urkundlich erwähnt. Der Ortsname bedeutet Sitz oder Wohnsitz (von mhd. gesëz). Das wahre Alter von Gesees dürfte aber höher sein, worauf rund 400 m südlich des Orts gefundene Reihengräber aus der Zeit um 800 n. Chr. schließen lassen. Unweit davon ist an der Kreisstraße nach Pottenstein eine Vorläufersiedlung nachweisbar. Der Mittelalterarchäologe Hans Losert schließt aus der Art der Bestattungen auf eine slawische, bereits christianisierte Bevölkerung des 8. und 9. Jahrhunderts.
Bei Sanierungsarbeiten an der Kirche wurden Überreste gefunden, die wohl von der erstmals im Jahr 1080 urkundlich erwähnten Kirche von Gesees stammen. Die erste genauere Beschreibung des Ortes befindet sich im Landbuch von 1398. Zusammen mit Mistelgau gilt Gesees als die älteste Siedlung des Hummelgaus.
Seit 1310 gehörte Gesees zur Herrschaft der zollernschen Burggrafen von Nürnberg, der späteren Markgrafen von Brandenburg-Bayreuth. Die Ortschaft lag in dem 1500 geschaffenen Fränkischen Reichskreis.
Gesees bildete mit Hohenfichten und Thalmühle eine Realgemeinde. Gegen Ende des 18. Jahrhunderts gab es in Gesees 44 Anwesen. Die Hochgerichtsbarkeit stand dem bayreuthischen Stadtvogteiamt Bayreuth zu. Die Dorf- und Gemeindeherrschaft hatte das Hofkastenamt Bayreuth. Grundherren waren
- bayreuthische Ämter
  - Hofkastenamt Bayreuth (20 Anwesen: 12 Halbhöfe, 2 Sölden, 1 Sölde mit Schmiede, 1 Sölde mit Schenkstatt, 1 Schenkstatt mit Backgerechtigkeit, 1 Haus, 1 Tropfhaus, 1 Gemeindehirtenhaus),
  - Hofkanzlei Bayreuth (8 Anwesen: 1 Gut, 1 Söldengut, 1 Sölde, 1 Tropfsölde, 4 Häuser),
  - Amt St. Johannis (3 Anwesen: 1 Halbhof, 1 Achtelhof, 1 Sölde),
- das bambergische Amt Waischenfeld (6 Güter);
- die Herrschaft Thurnau (1 Gut);
- die Pfarrei Gesees (1 Söldengut, 2 Gütlein);
- das Gotteshaus Gesees (1 Tropfhäuslein).

2 Tropfhäuser waren freieigen.
Als Teil des seit 1792 preußischen Fürstentums Bayreuth kam Gesees im Frieden von Tilsit zu Frankreich und wurde 1810 an das Königreich Bayern verkauft. Von 1797 bis 1810 unterstand der Ort dem Justiz- und Kammeramt Bayreuth.
1812 wurde infolge des Gemeindeedikts der Steuerdistrikt Gesees gebildet. Außer dem Hauptort gehörten hierzu Eichenreuth, Finkenmühle, Forkendorf, Forstmühle, Hohenfichten, Mistelbach, Poppenmühle, Schnörleinsmühle, Sonnenleithen, Spänfleck, Thalmühle und Zeckenmühle. Zugleich entstand die Ruralgemeinde Gesees, zu der Thalmühle gehörte. Sie war in Verwaltung und Gerichtsbarkeit dem Landgericht Bayreuth zugeordnet und in der Finanzverwaltung dem Rentamt Bayreuth (1919 in Finanzamt Bayreuth umbenannt). Ein Anwesen in Gesees unterstand bis 1823 in der freiwilligen Gerichtsbarkeit dem Patrimonialgericht Thurnau. Mit dem Gemeindeedikt von 1818 wurden die Gemeinde Spänfleck mit Eichenreuth und Hohenfichten eingegliedert. Etwas später wurde auf dem Gemeindegebiet Röth gegründet. Ab 1862 gehörte Gesees zum Bezirksamt Bayreuth (1939 in Landkreis Bayreuth umbenannt). Die Gerichtsbarkeit blieb beim Landgericht Bayreuth (1879 in Amtsgericht Bayreuth umgewandelt). Die Gemeinde hatte ursprünglich eine Gebietsfläche von 6,080 km².
Zur Vermeidung von Bränden wurde bereits zu Markgrafenzeiten in den Jahren 1651 und 1672 angeordnet, die Dächer fortan mit Ziegeln zu decken. Die Revidierte Bayreuther Feuerlösch-Ordnung von 1782 forderte, zumindest an Vierungen und Giebeln die „um sehr mäßigen Preiß in hiesiger Gegend zu habenden Quater-Steine“ zu verwenden. Im Geseeser Büchlein beschrieb Pfarrer Hübsch 1842 das Dorf dennoch als „von Holz erbauten und mit Stroh oder Schindeln bedeckten Häusern“ geprägt. Nur das Pfarrhaus war damals ein Sandsteingebäude. 1862 wurden bei einem Brand viele der Holzhäuser ein Raub der Flammen. 1873 schrieb die nunmehr bayerische Kreisregierung den Wiederaufbau als Steinbauten mit Ziegeldächern bindend vor. Da in unmittelbarer Nachbarschaft von Gesees Lehm und Sandstein reichlich vorhanden waren, änderte sich das Ortsbild nun innerhalb kurzer Zeit. Sogar Scheunen und Backhäuschen wurden mit Sandsteinen errichtet.
Die Wirtshäuser in Gesees, Forkendorf und Spänfleck waren beliebte Ziele für Bayreuther Ausflügler. 1859 erhielt der „Lohwirt“ die Erlaubnis, am Sonntag Tanzmusik zu veranstalten. Ab den 1970er Jahren gaben jedoch immer mehr Wirte auf, womit ein wichtiges Stück lokaler und kultureller Identität verschwand. Im Jahr 2018 war keines der vormals drei Geseeser Wirtshäuser mehr in Betrieb, im Jahr darauf wurde der einstige Lohwirt unter neuem Namen wiedereröffnet.
Im Oktober 2022 wurden erste Pläne bekannt, die Ortsmitte neu zu gestalten. In diesem Zusammenhang wird erwogen, die ehemalige Bäckerei, ein das Ortsbild prägendes Backsteinhaus, abzureißen.

### Eingemeindungen
Am 1. Januar 1970 wurde Forkendorf nach Gesees eingemeindet. Am 1. Januar 2020 wurde ein Teilstück mit einer Größe von 54 ha aus dem ehemaligen gemeindefreien Gebiet Lindenhardter Forst-Nordwest eingegliedert.

### Einwohnerentwicklung
Gemeinde Gesees
| Jahr      | 1822   | 1840   | 1852   | 1861   | 1867   | 1871   | 1875   | 1880   | 1885   | 1890   | 1895   | 1900   | 1905   | 1910   | 1919   | 1925   | 1933   | 1939   | 1946   | 1950   | 1961   | 1970   | 1987   | 2008   | 2015   | 2020   |
| Einwohner | 464    | 474    | 481    | 498    | 500    | 505    | 527    | 551    | 530    | 496    | 458    | 449    | 492    | 509    | 546    | 513    | 522    | 483    | 832    | 776    | 577    | 829    | 989    | 1297   | 1290   | 1260   |
| Häuser    | 61     |        |        |        |        | 75     |        |        | 79     | 79     |        | 81     |        |        |        | 88     |        |        |        | 98     | 109    |        | 259    |        | 408    | 416    |
| Quelle    | [ 11 ] | [ 20 ] | [ 20 ] | [ 21 ] | [ 22 ] | [ 23 ] | [ 24 ] | [ 25 ] | [ 26 ] | [ 27 ] | [ 20 ] | [ 28 ] | [ 20 ] | [ 29 ] | [ 20 ] | [ 30 ] | [ 20 ] | [ 20 ] | [ 20 ] | [ 31 ] | [ 13 ] | [ 32 ] | [ 33 ] | [ 34 ] | [ 34 ] | [ 35 ] |

Ort Gesees
| Jahr      | 001819 | 00 1822 | 001861 | 001871 | 001885 | 001900 | 001925 | 001950 | 001961 | 001970 | 001987 | 002022 |
| Einwohner | 321    | 362     | 391    | 404    | 419    | 342    | 420    | 663    | 495    | 539    | 706    | 985 *  |
| Häuser    |        | 49      |        |        | 63     | 64     | 71     | 83     | 94     |        | 189    |        |
| Quelle    | [ 36 ] | [ 11 ]  | [ 21 ] | [ 23 ] | [ 26 ] | [ 28 ] | [ 30 ] | [ 31 ] | [ 13 ] | [ 32 ] | [ 33 ] | [ 37 ] |

## Politik
Die Gemeinde ist Mitglied der Verwaltungsgemeinschaft Mistelbach. Der Gemeinderat besteht seit 2020 aus dreizehn Mitgliedern:
- Freie Wähler 5 Sitze
- CSU 4 Sitze
- SPD 2 Sitze
- UBB 2 Sitze

Gegenüber der Wahl 2014 verlor die SPD einen Sitz. Neu im Gemeinderat ist die Liste UBB (Unabhängige Bürgerinnen und Bürger) mit zwei Sitzen vertreten; die Zahl der Ratsmitglieder erhöhte sich von 12 auf 13.

### Bürgermeister
Erster Bürgermeister ist Harald Feulner (FWG).

### Wappen und Flagge
Wappen
| Wappen der Gemeinde Gesees | Blasonierung: „Gespalten; vorne geteilt von Silber und Schwarz, oben der schwarze Hummelhut mit abfliegenden grünen Bändern, unten ein silberner Eichenzweig mit zwei Blättern und einer Eichel; hinten in Rot der silberne Kirchturm von St. Marien zu Gesees.“ |
| Wappen der Gemeinde Gesees | Wappenbegründung: Der Hummelhut im Gemeindewappen stellt die Funktion der Hummelbauern als Schöffen dar. Er gehört heute noch zur hiesigen Tracht. Der Eichenzweig symbolisiert den Flurnamen „Breite Eiche“ im Ort Forkendorf und stellt zugleich die vielen Eichen in der Umgebung dar. Der Kirchturm repräsentiert die ehemalige Wallfahrtskirche St. Maria in Gesees. Die Farben Silber und Rot weisen auf die jetzige Zugehörigkeit zu Franken, die Farben Silber und Schwarz auf die ehemalige Zugehörigkeit zum Markgrafentum Brandenburg-Bayreuth von 1321 bis 1810 hin. Dieses Wappen wird seit 2004 geführt. |

Flagge
Die Gemeindeflagge ist Grün-Weiß-Schwarz.

### Interkommunale Zusammenarbeit
Die Gemeinde ist seit 1999 Mitglied im Verein für Regionalentwicklung „Rund um die Neubürg – Fränkische Schweiz e. V.“.

## Kultur und Sehenswürdigkeiten

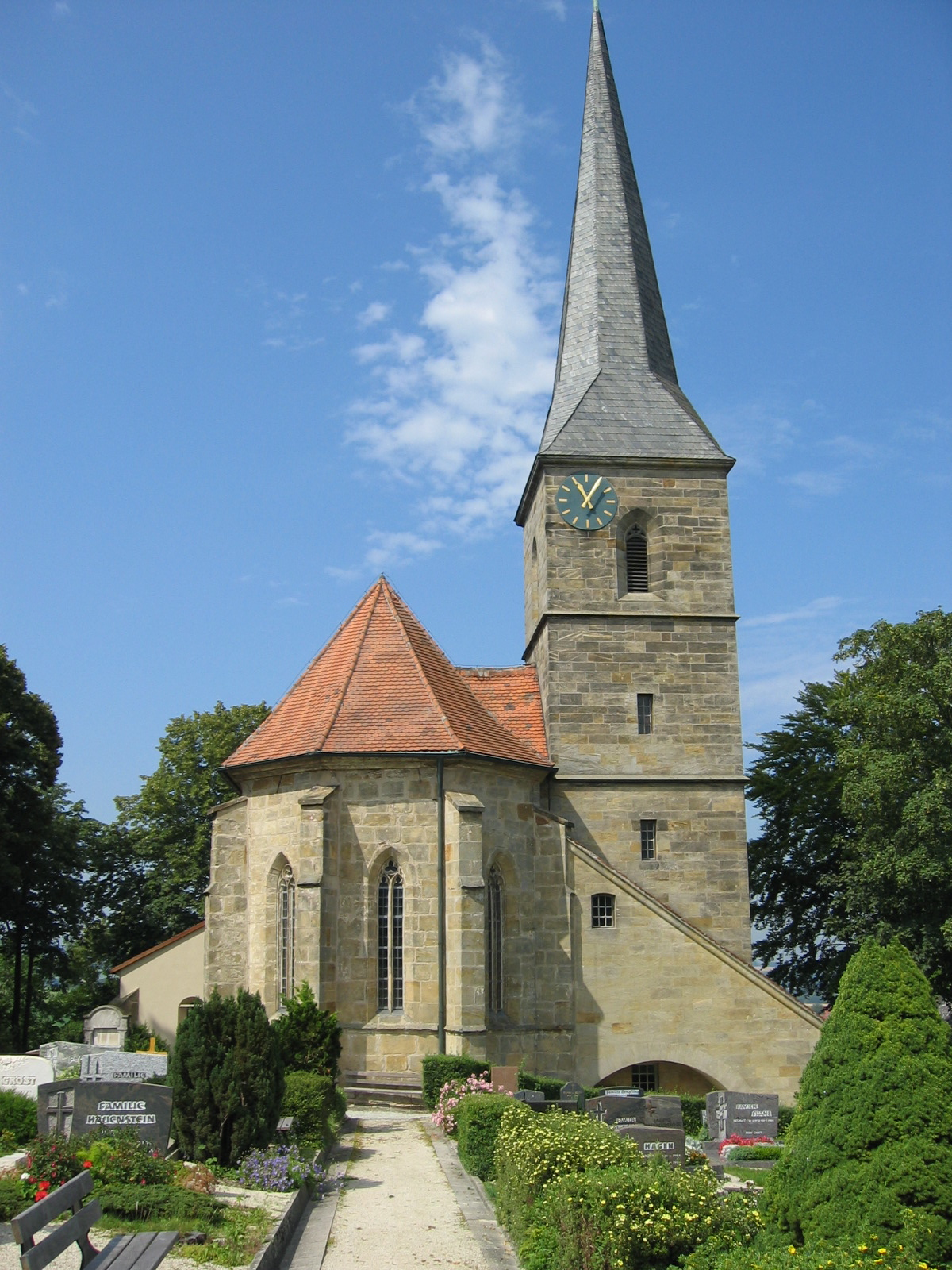
Wehrkirche Gesees

1883 wurde beim „Becknwirt“ der Geseeser Männergesangsverein gegründet, der 1939 aufgelöst wurde und nach der Zeit des Nationalsozialismus beim gegenüberliegenden „Lohwirt“ (seit 2019: „Goldener Löwe“) wiedererstand. Anfang der 1920er Jahre wurde im „Lindis“-Wirtshaus der Arbeiter-Gesangverein ins Leben gerufen.
- Das Dorf wird von der weithin sichtbaren gotischen Kirche Sankt Marien zum Gesees überragt, die als „Krone des Hummelgaues“ bezeichnet wird. Die Kirche wurde im Jahre 1410 als Wallfahrtskirche erbaut, 1430 von den Hussiten niedergebrannt und 1441 erneut geweiht. Erst im Jahre 1583 erhielt die Kirche einen hohen spitzen Turm mit vier Ecktürmchen (Fünfknopfturm). Bei der Erneuerung des Turmes (1907–1909) wurden die vier Ecktürmchen aus Kostengründen nicht mehr angebracht.
- Obstlehrpfad um die Kirchenburg mit teils sehr alten und seltenen Obstsorten.[44]
- Die Breite Eiche, Naturdenkmal im Gemeindeteil Forkendorf.

## Wirtschaft
Das Gemeindegebiet ist geologisch vorwiegend von Sandstein geprägt, der unterschiedliche Härten aufweist. Mit der Umstellung der Bebauung auf nicht brennbare Materialien wurde für Steinquader geeigneter Sandstein seit ca. 1815 im Unteren Steinig und seit ca. 1832 auf der „Gotteshauslohe“, dem Gebiet zwischen der Stein- und der Poppenmühle, abgebaut. Diese Steinbrüche wurden im frühen 20. Jahrhundert aufgelassen, als gebrannte Ziegel zu den Materialien des Häuserbaus wurden. Nach dem Zweiten Weltkrieg benötigte die Bauwirtschaft erhöhte Mengen an Sand. Östlich der Forstmühle sowie östlich von Forkendorf entstanden daher großflächige Sandabbaugebiete.
Ende des 14. Jahrhunderts ist im Ort ein erster Bierausschank („Schenkstat“) an der Stelle des heutigen Gasthofs „Goldener Löwe“ nachweisbar. Gebraut werden durfte in Gesees jedoch nicht, da der Landesherr Braurechte nur in Bayreuth vergab. Die Wirtshäuser mussten das Bier mühsam in Fässern mit dem Fuhrwerk von dort antransportieren. Infolge der Lagerung vor dem Verzehr in Sandsteinkellern galten das Geseeser und Forkendorfer Bier als qualitativ sehr gut.

## Verkehr
Hauptachse der Gemeinde ist die in Bayreuth beginnende Kreisstraße BT 5, die die Orte Forkendorf, Gesees und Spänfleck quert und weiter in Richtung Pottenstein führt. Nächste Autobahnanschlussstellen sind im Nordosten Bayreuth-Süd und im Süden Trockau an der A 9.
Im März 1904 wurde die Bahnstrecke Bayreuth–Hollfeld eröffnet, an der die Nachbarorte Mistelbach und Pittersdorf Stationen erhielten. Im September 1974 fuhr dort der letzte reguläre Zug. Nächster Bahnhof ist seitdem der Hauptbahnhof Bayreuth.
Der Verkehrslandeplatz Bayreuth liegt in einer Entfernung von 12 km (Luftlinie) vom Dorf Gesees entfernt. Zwischen 1973 und 2001 verbanden ihn Linienflüge vor allem mit Frankfurt am Main.
Im Rahmen des Verkehrskonzepts „30-Minuten-Takt Hummelgau“ ist Gesees seit dem 1. September 2022 werktags halbstündlich, an den Wochenenden im Stundentakt durch Regionalbusse mit Bayreuth verbunden.

## Ehrenbürger
Zwei Personen wurde bisher die Geseeser Ehrenbürgerurkunde überreicht:
- 1958 Karl Meier-Gesees (geb. am 7. September 1888 in Gesees), Schriftsteller und Heimatforscher[48]
- 2020 Rüdiger Bauriedel, Gemeinderat und Heimatforscher